# Gymnorete
Gymnorete is een geslacht van sponsdieren uit de klasse van de Hexactinellida.

## Soorten
- Gymnorete alicei (Topsent, 1901)
- Gymnorete pacificum Reiswig & Kelly, 2011
- Gymnorete stabulatum Reiswig & Kelly, 2011